# Leptanilla
Leptanilla är ett släkte av myror. Leptanilla ingår i familjen myror.

## Dottertaxa tillLeptanilla, i alfabetisk ordning[1]
- Leptanilla africana
- Leptanilla alexandri
- Leptanilla astylina
- Leptanilla australis
- Leptanilla besucheti
- Leptanilla bifurcata
- Leptanilla boltoni
- Leptanilla buddhista
- Leptanilla butteli
- Leptanilla charonea
- Leptanilla doderoi
- Leptanilla escheri
- Leptanilla exigua
- Leptanilla havilandi
- Leptanilla islamica
- Leptanilla israelis
- Leptanilla japonica
- Leptanilla judaica
- Leptanilla kubotai
- Leptanilla minuscula
- Leptanilla morimotoi
- Leptanilla nana
- Leptanilla oceanica
- Leptanilla ortunoi
- Leptanilla palauensis
- Leptanilla plutonia
- Leptanilla revelierii
- Leptanilla santschii
- Leptanilla swani
- Leptanilla tanakai
- Leptanilla tanit
- Leptanilla tenuis
- Leptanilla thai
- Leptanilla theryi
- Leptanilla vaucheri
- Leptanilla zaballosi